# Lista över ledamöter av Sveriges riksdags andra kammare 1933–1936
Lista över ledamöter av Sveriges riksdags andra kammare 1933–1936.
Yrkestiteln anger ungefärligen vad ledamöterna sysslade med innan de blev ledamöter i riksdagen. Årtal anger att ledamoten inte satt hela mandatperioden. Förkortningar: h = Högerpartiet, bf = Bondeförbundet, lib = Sveriges liberala parti, frisinnad = Frisinnade landsföreningen, fp = Folkpartiet, s = Socialdemokraterna, k = Sveriges kommunistiska parti

## Stockholms stad
- Arvid Lindman, tidigare statsminister, h
- Erik Nylander, direktör, h
- Bertha Wellin, redaktör Svensk sjukskötersketidning, h
- Carl Ossbahr, advokat, h
- Gustaf Arnemark, järnvägsbokhållare, h
- Otto Holmdahl, lektor, h
- Conrad Carleson, tidigare statsråd, direktör, lib
- Arthur Engberg, tidigare statsråd, s
- Frans Severin, redaktör tidningen Arbetaren, s
- Sigvard Cruse, förbundsordförande, s
- Agda Östlund, tidigare sömmerska, s
- Edvard Johanson, ordförande LO, s
- Zäta Höglund, direktör tidningen Social-Demokraten, s
- Ernst Eriksson, vice ordförande Statens Järnvägar, s
- Ruth Gustafson, ledamot Stockholms stadsfullmäktige, s
- Per Albin Hansson, statsminister, s
- Carl Lindberg, ombudsman, s
- Karl Kilbom, chefredaktör Folkets Dagblad Politiken, k
- Edoff Andersson, ombudsman, k

## Stockholms län
- Ragnar Lundqvist, byråchef, h
- Edvard Thorell, sågverksägare, h
- Otto Wallén, lantbrukare, bf
- Vira Eklund, folkskollärarinna, bf
- Allan Andersson, småbrukare, s
- Martin Andersson i Igelboda, byggnadssnickare, s
- Einar Ahl, ombudsman, s
- Wilhelm Källman, kommunalkamrer, s
- Eskil Eriksson, lantbrukssmed, s
- Nils Flyg, redaktör Folkets Dagblad Politiken, k

## Uppsala län
- Oscar Lundquist, riksdagsledamot, h
- Sigfrid Linnér, landshövding Uppsala län, tidigare statsråd, h
- Carl Gustaf Olsson i Golvvasta (senare Närlinge), lantbrukare, bf
- Karl Borg, landstingsman, s
- Vilhelm Lundstedt, professor i civilrätt, s
- Arthur Elmroth, fjärdingsman, s

## Södermanlands län
- Erik Laurén, fabriksförvaltare, h
- Harald Andersson, lantbrukare, bf
- Gustaf Olsson i Ramsta, lantbrukare, frisinnad
- Conrad Jonsson, chefredaktör tidningen Folket, s
- Erik Lundbom, lantbrukare, s
- Carl Johan Johansson i Uppmälby, lantbrukare, s
- Knut Johansson, ordförande Sveriges lantarbetarförbund, s

## Östergötlands län
- Martin Skoglund, lantbrukare, h
- Ivar Anderson, huvudredaktör Östergötlands 
Dagblad, h
- Gösta Jacobsson i Mjölby, stationsskrivare, h
- Josef Hagman, jordbrukskonsulent, h
- Karl Allan Westman, lantbrukare, bf
- Sven Olsson i Labbemåla, lantbrukare, frisinnad
- Sigrid Gillner-Ringenson, journalist, s (1933-35)
  - Bernhard Stark, metallarbetare, s (från 1936)
- Karl Ward, huvudredaktör Östergötlands Folkblad, s
- Carl Sjögren, redaktör, landstingsman, s
- Karl Falk, lantarbetare, s
- Frans Ericson, smed, s

## Jönköpings län
- Bernhard Nilsson, domänintendent, h
  - Torgil von Seth, greve, h (från 1934)
- Oscar Johanson, lantbrukare, (h till 1934, fp från 1935)
- Gustav Andersson i Löbbo, lantbrukare, bf, f. 1890
- Lucas Petersson, ombudsman, bf, f. 1870
- Felix Hamrin, direktör, f (övergick till första kammaren efter 1933)
  - ersatt av: Gustaf Malmqvist, plåtslagare, frisinnad-fp (från 1934)
- Oscar Carlström, lantbrukare, frisinnad
- Erik Fast, möbelsnickare, s
- Johan Johnsson, gjutare, s
- Abel Andersson, lantbrukare, s

## Kronobergs län
- Otto Magnusson, lantbrukare, h
- Peter Magnus Olsson i Blädinge, lantbrukare, h
- Hjalmar Svensson, lantbrukare, bf
- Victor Mattsson, lantbrukare, bf
- Herman Blomquist, landstingsman, s
- Gustaf Rosander, direktör, s

## Kalmar län
- Sigurd Carlsson, lantbrukare, h
- John Gustafsson, lantbrukare, h
- Sven Johansson, lantbrukare, h
- Arthur Heiding, lantbrukare, bf
- Einar Jonsson, lantbrukare, bf
- Emil Gustafson i Vimmerby, lantbrukare, bf
- Karl Magnusson i Kalmar, folkparksföreståndare, s (till 1935)
- Alfred Werner, lokförare, s
- Gustaf Johnsson, metallarbetare, s

## Gotlands län
- Gustaf Svedman, redaktör Gotlänningen, h
- Theodor Gardell, riksdagsman, bf
- Arvid Gardell, riksdagsman, bf

## Blekinge län
- Björn Frithiofsson Holmgren, kommendörkapten, h
- John Jönsson, lantbrukare, h (till 1934)
- Alfred Petersson i Gärestad, lantbrukare, h (1935)
- Edvard Petersson, lantbrukare, h (1936)
- Ola Jeppsson, lantbrukare, tidigare statsråd, frisinnad - fp
- Elof Hällgren, hamnföreståndare, s
- Algot Törnkvist, chefredaktör Blekinge Folkblad, s

## Kristianstads län
- Per Nilsson i Bonarp, lantbrukare, h
- Emanuel Björck, chefredaktör Kristianstad Läns Tidning, h
- Swen Persson, verkställande direktör, h
- Nestor Hammarlund, lantbrukare, bf
- Arvid de Geer, friherre, godsägare, bf
- Sven Bengtsson, lantbrukare, frisinnad, fp
- Nils Björk, banvakt, s
- Ola Isacsson, kvarnarbetare, s
- Anton Björklund, vagnsreparatör, s
- Alfred Andersson, tegelbruksarbetare, s

## Malmöhus län
- Gösta Liedberg, godsägare, h
- Olof Olsson i Kullenbergstorp, lantbrukare, partiledare, bf (till 1934)
  - Magnus Pehrsson, lantbrukare, bf (1935)
    - Gillis Olsson i Kullenbergstorp, lantbrukare, bf (från 1935)
- Janne Nilsson, lantbrukare, bf
- Axel Pehrsson-Bramstorp, lantbrukare, bf
- Alfred Nilsson, lantbrukare, fp
- Per Edvin Sköld, redaktör Smålands Folkblad, s
- Olivia Nordgren, typograf, s
- Olof Andersson i Höör, skomakare, s
- Anders Paulsen, lantbrukare, s
- Axel Landgren, fjärdingsman, s
- Nils Törnkvist, gruvarbetare, s

## Fyrstadskretsen
- Erik Hagberg, chefredaktör Skånska Aftonbladet, h
- Nils Christiernsson, ombudsman, h
- Claes Lindskog, tf professor i grekiska, tidigare statsråd, h
- Carl Lovén, konduktör, s
- Allan Vougt, chefredaktör Arbetet, s
- Arthur Thomson, docent, s
- Edvin Svensson, stadskamrer, s
- Karl Bergström, chefredaktör Skånska Socialdemokraten, s
- Tage Erlander, redaktionssekreterare, s
- Olof Andersson, ombudsman SAP, s

## Hallands län
- Linus Andersson, lantbrukare, h
- Karl Hillgård, advokat, h
- Anders Pettersson, lantbrukare, bf
- Albin Eriksson (senare Toftered), lantbrukare, bf
- Anders Andersson, byggmästare, s, f. 1878
- Axel Lindqvist, glasslipare, s

## Göteborgs stad
- Ivar Sefve, rektor Göteborgs realläroverk, h
- Per Pehrsson, prost, h
- Edvard Lithander, verkställande direktör, h
- Josef Ekman, direktör, lib-fp
- Ernst Wigforss, redaktör tidskriften Tiden, s
- Evert Frankenberg, bageriarbetare, s
- Olof Nilsson, spårvagnskonduktör, s
- Albin Ström, grovarbetare, s
- Torsten Henrikson, sågverksarbetare, s

## Göteborgs och Bohus län
- Ernst Olsson (från 1939 Staxäng), lantbrukare, h
- Adolf Wallerius, kontraktsprost, h
- Frans Hansson, fiskare, h
- Herman Andersson, lantbrukare, bf
- Oscar Osberg, lantbrukare, lib-fp
- Carl Brännberg, ombudsman SAP, s
- Gustaf Karlsson i Munkedal, dikningsförman, s
- Wiktor Mårtensson, tändsticksarbetare, s

## Älvsborgs läns norra
- Arthur Wilhelm Gustafsson (från 1938 Casenberg), godsägare, h
- Axel Hansson (från 1943 Rubbestad), lantbrukare, bf
- Otto Niklasson, lantbrukare, bf
- August Danielsson, lantbrukare, frisinnad-fp
- Carl Olsson, banvakt, s
- Anders Hansson i Trollhättan, ombudsman SAP, s

## Älvsborgs läns södra
- Edvin Leffler, VD Kinnaströms väfveri AB, h
- David Larsson i Sätila, lantbrukare, h
- Birger Petersson, redaktör Medborgaren, h
- Arthur Ryberg, lantbrukare, bf
- Josef Weijne, folkskollärare, s

## Skaraborgs län
- Karl Magnusson, trädgårdsmästare, h
- Wilhelm Beck, lantarbetare, bf
- Gustav Johansson (från 1938 Hallagård), lantbrukare, bf
- Aron Gustafsson, lantbrukare, bf
- August Lundén, godsägare, frisinnad-fp (1922–1935)
- Adolf Norell, lantbrukare, fp (1936)
- Johan Persson, tändsticksarbetare, s
- Axel Fält, lantbrukare, s
- Helge Bäcklund, konduktör, s

## Värmlands län
- Nils Persson i Grytterud, lantbrukare, h
- Nils Nilsson i Karlstad, verkställande direktör, h
- Oscar Werner, lantbrukare, bf
- Carl Björling, lantbrukare, frisinnad-fp
- Herman Nordström, grovarbetare, s
- Emil Andersson, lantbrukare, s
- Herman Norling, byggnadsarbetare, s
- Anders Norsell, skolkassör, s (1922–1935)
- Kalixtus Nordström, snickare, s (1936)
- Harald Hallén, kyrkoherde, s
- August Spångberg, järnvägsman, k

## Örebro län
- Gunnar Persson i Falla , lantbrukare, h
- Ivar Pettersson, lantbrukare, bf
- Ernst Åqvist, direktör skofabriken Oscaria, frisinnad-fp
- Elof Ljunggren, chefredaktör Nerikes Tidning, frisinnad-fp
- Anders Andersson (från 1938 Råstock), banvakt, s
- Gustav Hansson i Örebro, skoarbetare, s
- Edvard Uddenberg, tobakshandlare, s
- Axel Johansson, lantarbetare, s

## Västmanlands län
- Rikard Westerdahl, godsägare Kusta gård, h
- Anders Johan Johansson, lantbrukare, häradsdomare, bf
- David Gustavson (senare Hall), ombudsman SAP, s
- Bertil Andersson, lantarbetare, s
- Anton Eklund, stationskarl, s
- Emil Olovson, huvudredaktör Västmanlands Folkblad, s

## Kopparbergs län
- Ernst Aronson, lantbrukare, h
- Jones Erik Andersson, lantbrukare, bf
- Gustaf Andersson, politisk chefredaktör Falu-Kuriren, frisinnad-fp
- Anders Olsson i Mora huvudredaktör Mora Tidning, frisinnad-fp
- Gustaf Pettersson (från 1945 Hellbacken), lantbrukare, s
- Bernhard Eriksson, tidigare statsråd, s
- Evald Ericsson, småbrukare, s
- Verner Karlsson, gruvarbetare, k

## Gävleborgs län
- Nils Holmström, major Hälsinge regemente, h
- Jonas Nikolaus Svedberg, lantbrukare, bf
- Georg Nyblom, redaktör Hudiksvalls Tidning, bf
- Anders Hilding, lantbrukare, frisinnad-fp
- Adolv Olsson, redaktör Hälsinglands Folkblad, s
- Fabian Månsson, redaktör Arbetarbladet, s
- Carl Johan Högström, slipare, s
- Per Persson (från 1942 Orgård), lantbrukare, s
- Viktor Herou, lantbrukare, k

## Västernorrlands län
- Per Rudén, lantbrukare, h (1933–1934)
  - ersatt av: Per Westin, lantbrukare, h (1935–1936)
- Nils Sandström, verkställande direktör, h
- Gerhard Strindlund, lantbrukare, bf
- Ivar Österström, redaktör Västernorrlands Allehanda, frisinnad-fp
- Adolf Englund, ombudsman, s
- Ernst Berg, ombudsman SAP, s
- Lars Jonsson, skogsarbetare, s
- Erik Norén, lantbrukare, s
- Carl Oscar Johansson, kamrer, s
- Helmer Molander, ombudsman SAP, s

## Jämtlands län
- Samuel Hedlund, länsagronom, h
- Per Persson i Trången, lantbrukare, bf
- Johan Olofsson i Digernäs, sågverksägare, frisinnad-fp
- Verner Hedlund, fattigvårdskonsulent, s
- Nils Olsson i Rödningsberg, lantbrukare, s

## Västerbottens län
- Ludwig Brännström, lantbrukare, h
- Eric Hansson, lantbrukare, h
- Evert Sandberg, lantbrukare, frisinnad-fp
- Per Näslund, lantbrukare, frisinnad-fp
- Anton Wikström, huvudredaktör Norra Västerbotten, frisinnad-fp (1912–1935)
- Nils Brännström, disponent, frisinnad-fp (1935–1936)
- Elof Lindberg, redaktör Västerbottens Folkblad, s
- Johan Bernhard Wiklund, distriktspolis, s

## Norrbottens län
- Alf Meyerhöffer, kapten Norrbottens regemente, h
- Nils Erik Nilsson i Antnäs, lantbrukare, h
- Johan Johanson i Tväråselet, lantbrukare, bf
- Ernst Hage, distriktskamrer, s
- Oscar Lövgren, chefredaktör  Norrländska Socialdemokraten, s
- Hilding Hagberg, redaktör Norrskensflamman, k
- Johan Brädefors, elmontör, k